# Orthodoxe Christen in Mittel- und Westeuropa
Die orthodoxen Christen in Mittel- und Westeuropa (genauer gesagt, die byzantinisch-orthodoxen Christen) sind in diesen Ländern eine religiöse Minderheit.

## Griechische Orthodoxie
Bis zum Zweiten Weltkrieg kamen Griechen hauptsächlich zum Studium nach Westeuropa oder als Flüchtlinge aus der heutigen Türkei (1922). Bekannte Persönlichkeiten (Constantin Carathéodory) arbeiteten als Wissenschaftler, Künstler oder Diplomaten in Westeuropa. Viele Auslandsgriechen – speziell aus Nordafrika (Ägypten) – wanderten in den 1950er Jahren nach Westeuropa aus (bekannt darunter war z. B. Georges Moustaki). Durch den Arbeitskräftemangel in den 1960er Jahren wurden viele Arbeitnehmer aus Griechenland nach Deutschland angeworben. Während der Militärdiktatur (1967–1974) in Griechenland kamen auch viele politische Flüchtlinge (wie z. B. Andreas Papandreou, Mikis Theodorakis) nach Westeuropa. Heute kommen immer noch viele griechische Studenten zwecks Studien nach Westeuropa.
Zu den griechischen Kirchengemeinden in Westeuropa gehören meist auch die Gläubigen der griechisch-zypriotischen Schwesterkirche. Viele Zyprioten kamen nach der türkischen Invasion und Okkupation insbesondere aus dem Nordteil der Insel nach Westeuropa (meist nach Großbritannien).
Das griechisch-orthodoxe Patriarchat von Konstantinopel hat jeweils in Deutschland (Bonn), in Frankreich mit 16 Gemeinden und Metropolitenkirche St. Stephanos (St. Etienne) in Paris, in der Schweiz (Genf), in Österreich einen Metropoliten (Bischofssitz). Die Kirchengemeinden sind meist in großen Städten z. B. Wien, Frankfurt, Mannheim, Lyon, Grenoble, Nizza (Sitz des Weihbischofs) zu finden. Der Metropolit von Deutschland und Exarch von Zentraleuropa ist Augoustinos Lambardakis, Metropolit von Österreich Arsenios Kardamakis. (Bis 1930 allerdings sowie von 1945 bis 1947 und nochmals von 1965 bis 1971 war die Metropolie von Paris dem russisch-orthodoxen Patriarchat von Moskau unterstellt.)
Seit Mitte der 1970er Jahre gibt es auch Kirchengemeinden des Griechisch-Orthodoxen Patriarchats von Antiochien (auch „Rum-Orthodoxe Kirche“, überwiegend arabischsprachig) in Mittel- und Westeuropa. Alle Gemeinden unterstanden zuerst der Metropolie für Mittel- und Westeuropa mit Sitz in Paris, die inzwischen aber nur noch für West- und Südeuropa zuständig ist und von Erzbischof Ignatius Al-Houshi geleitet wird. Zur Metropolie der Orthodoxen Kirche von Antiochien in Deutschland und Mitteleuropa gehören etwa 5000 Gläubige; Metropolit ist Erzbischof Isaak Barakat. 1995 wurde eine Antiochian Orthodox Deanery in the United Kingdom gegründet, die 2013 zur Antiochian Orthodox Archdiocese of the British Isles and Ireland erhoben wurde.

## Rumänische Orthodoxie
Die rumänisch-orthodoxe Kirche hat derzeit fünf Bistümer in der west- und mitteleuropäischen Diaspora. Im Jahre 1949 gab es etwa 300.000 rumänisch-orthodoxe Gläubige in Westeuropa. Lange Zeit war der Metropolit in Paris für diese Gläubigen zuständig. Nach dem Sturz des kommunistischen Regimes und der Öffnung der Grenzen sind viele Rumänen nach Westeuropa gekommen. Seit 1993 gibt es in Deutschland einen Metropoliten für Deutschland und Zentraleuropa. Der derzeitige Metropolit ist Serafim Joantă (seit 1994). Der Sitz des Metropoliten ist in Nürnberg. Die Metropolitenkirche ist die Kirche des Heiligen Märtyrer Demetrios in Nürnberg. Der Weihbischof Sofian residiert seit 2003 in München. Seit Mai 2008 gibt es im kanonischen Rahmen dieser Metropolie ein rumänisch-orthodoxes Bistum für Nordeuropa. Er wird von Bischof Macarie Drăgoi geleitet.
In Frankreich wurde nach einer ungewöhnlich langen Vakanz am 15. März 1998 Metropolit Iosif Pop ordiniert. Er wird seit 2005 vom Weihbischof Marc Alric in den Verwaltungsangelegenheiten unterstützt. Die Metropolitankirche ist seit 2009 die Kirche Saint-Archanges in Paris. Dieser Metropolie sind zwei Bistümer, eins für Italien und ein anderes für Spanien und Portugal, unterordnet. Das spanisch-portugiesische Bistum wird vom Bischof Timotei Lauran und das italienische Bistum wird vom Bischof Siluan Şpan geleitet.

## Slawische Orthodoxie
Schon vor der Oktoberrevolution gab es einige Gemeinden der Ostkirchen in Westeuropa. Während der kommunistischen Herrschaft gab es aus politischen Gründen wenig Auswanderungen von Bürgern aus den Staaten des Ostblocks nach Westeuropa. Die Gemeinden in Westeuropa entwickelten in der Regel ein Eigenleben. Teilweise wurde die Autorität der Patriarchen in den jeweiligen Heimatländern nicht anerkannt. Die russische Kirche in Westeuropa unterhielt auch ein religiöses Radioprogramm. Nach der Beendigung der kommunistischen Herrschaft in den Staaten des vormaligen Warschauer Paktes sind wieder vermehrt Bürger nach Westeuropa ausgewandert. Dies führte insbesondere zur Stärkung der westeuropäischen Auslandsgemeinden.
Die Russisch-Orthodoxe Kirche hat schon zur Zeit der Zaren einige Kirchengemeinden in Westeuropa gegründet. Meist an Orten, wo russische Aristokraten oder Großbürger sich niederließen bzw. zur Kur kamen. So befinden sich in Wiesbaden, Darmstadt, Baden-Baden, Nizza, Paris und Wien russisch-orthodoxe Kirchengemeinden. Durch die Oktoberrevolution flüchteten viele Russen nach Westeuropa. Die russisch-orthodoxe Kirche in Paris ist Ste. Trinité (Paris).
- Das Exarchat der orthodoxen Gemeinden russischer Tradition in Westeuropa (früher: Erzbistum der orthodoxen russischen Gemeinden in Westeuropa) (Ökumenisches Patriarchat) Orthodoxe Parochie zu den heiligen Erzengeln mit der Jan-Wellem-Kapelle in Düsseldorf.
- Zu den ältesten slawisch-orthodoxen Diözesen in Westeuropa gehört die Russische Orthodoxe Diözese des orthodoxen Bischofs von Berlin und Deutschland.
- Ferner gibt es die Berliner Diözese der Russischen Orthodoxen Kirche des Moskauer Patriarchats von Berlin und Deutschland mit inzwischen an die 60 Gemeinden und festen Gottesdienststätten.

Einzelne russisch-orthodoxe Kirchengemeinden:
- - Russische Kirche (Baden-Baden)
  - Russische Gedächtniskirche in Leipzig
  - Russisch-Orthodoxe Kirche (Wiesbaden)
  - Alexander-Newski-Gedächtniskirche in Potsdam
  - Russische Kapelle (Bad Homburg)
  - Russische Kapelle (Darmstadt)
  - Russisch-Orthodoxe Kirche Weimar
- Die ukrainisch-orthodoxe Eparchie von Westeuropa hat ihren Sitz in Bergisch Gladbach.
- Die serbisch-orthodoxe Diözese für Westeuropa hat ihren Sitz in Paris, die für Deutschland in Frankfurt am Main.
- Die Metropolie der bulgarischen Diözese von West- und Mitteleuropa liegt in Berlin.
- Französisch-Orthodoxe Kirche

## Georgische Orthodoxie
Die Georgische Orthodoxe Apostelkirche richtete 2002 eine Diözese für Westeuropa ein, an deren Spitze Abraham Garmelia steht. Sie unterhält Gemeinden u. a. in München und Düsseldorf.

## Gemeinden in einzelnen Ländern

### Deutschland
In Deutschland gibt es Gemeinden aller wichtiger orthodoxer Kirchen.

### Frankreich
In Frankreich gibt es Eparchien und Gemeinden der großen orthodoxen Kirchen.
Daneben gibt es die Orthodoxe katholische Kirche Frankreichs, die von anderen Kirchen jedoch nicht als kanonisch anerkannt wird.

### Italien
In Italien gibt es Eparchien des Ökumenischen Patriarchats von Konstantinopel, der Russisch-Orthodoxen Kirche und anderer orthodoxer Kirchen.
Die Metropolie von Aquileia und Westeuropa ist eine autokephale Kirche, die von den anderen orthodoxen Kirchen nicht anerkannt wird. 
Die Orthodoxe Kirche in Italien, ebenfalls eine von den anderen orthodoxen Kirchen nicht anerkannte Kirche, wurde 2013 zu einer altkatholischen Kirche innerhalb der Nordisch-katholischen Kirche.

### Liechtenstein
In Liechtenstein gibt seit über 20 Jahren einen Kirchenverband, der alle orthodoxen Christen vereinigt und von allen betroffenen Kirchenhierarchien anerkannt ist. Zu ihm gehörten anfänglich eine griechische und eine slawische gottesdienstliche Gemeinde; er erweitert sich im Zuge von Zuwanderungen von Gläubigen anderer provenienz.

### Österreich
In Österreich gibt es ebenfalls Gemeinden der großen orthodoxen Kirchen.